# Hippolyte Charles
Pour les articles homonymes, voir Hippolyte.
Louis Hippolyte Charles (Romans-sur-Isère, 5 juillet 1772 - Peyrins 8 mars 1837) capitaine de hussards français, connu pour être l'amant de Joséphine de Beauharnais peu de temps après son mariage avec Napoléon Bonaparte.

## Biographie
Fils de drapiers romanais, né à Romans-sur-Isère le 5 juillet 1772, à 19 ans Hippolyte Charles rejoint l'armée française en tant que volontaire. En 1796, alors que Napoléon Bonaparte était occupé à gagner ses premières victoires en Italie, Hippolyte Charles est lieutenant dans un régiment de hussards et adjoint du général Charles Victoire Emmanuel Leclerc (1772-1802), le beau-frère de Bonaparte, qui lui fit rencontrer Joséphine de Beauharnais (1763-1814) à Paris. Ils ont immédiatement une liaison, alors même qu'elle était de neuf ans son aînée. Hippolyte Charles était un homme du Sud, de petite taille, avec un très beau visage, un teint foncé et de longues moustaches noires. Selon la duchesse Laure Junot d'Abrantès, Charles ne s’exprimait qu’en calembours et faisait le polichinelle ; elle ajoute,  il était ce qu’on appelle un drôle de garçon, il faisait rire ; il était impossible de trouver un homme plus comique. Charles a été attiré par Joséphine pour sa confiance, sa puissance et son expérience sexuelle[réf. souhaitée]. Elle était connue pour avoir de nombreux amants et a été réputée experte dans l'art de l'amour. 
Le 24 juin 1796 Joséphine décide de rejoindre Napoléon accompagnée par son amant Hippolyte, son beau-frère Joseph Bonaparte et le colonel Jean-Andoche Junot. Le 13 juillet, elle retrouve Napoléon aux portes de Milan, puis continue sa liaison avec Hippolyte lors de son retour à Paris. Il est dit que les deux amants ont été impliqués dans certaines transactions commerciales illicites [réf. souhaitée]. Le capitaine récemment promu s'est effectivement enrichi grâce à des transactions commerciales douteuses et a été en mesure de quitter l'armée. Le 17 mars 1798, les deux amants sont dénoncés à Napoléon qui entre dans une grande colère. Joséphine arrive à le convaincre que ces rumeurs sont fausses. En juillet 1798, lorsque Bonaparte était en Égypte, les infidélités de sa femme lui sont une fois de plus signalées. Il écrit à son frère Joseph Bonaparte pour préparer leur divorce. La lettre de Bonaparte a été interceptée par l'amiral Nelson et la perte de la flotte française a empêché toute correspondance. Lorsqu'elle apprend le débarquement de Napoléon à Fréjus, Joséphine s'y précipite pour répondre à son mari en usant de tout son charme, afin de le dissuader de son intention de divorcer. Elle se rend compte qu'elle doit rompre avec Hippolyte Charles si elle veut continuer à profiter de tous les avantages d'être mariée à Napoléon. Elle devient la première dame du pays et réside au Palais du Luxembourg à Paris.
En novembre 1804, Hippolyte Charles achète le domaine de Cassan à L'Isle-Adam à François-Denis Courtillier. Le bruit s'est répandu que la source des fonds pour cet achat provenait de ses transactions commerciales douteuses avec Joséphine. En 1808, pendant la guerre de la Péninsule et sous la protection de son ancien régiment de hussards, Hippolyte Charles est voyagé en Espagne. Le voyage a augmenté considérablement sa richesse, grâce à son amitié avec un officier espagnol, ancien colon à Buenos Aires, et à des soldats français ayant pillé de nombreux trésors d'origine inca provenant d'Amérique du Sud.[réf. nécessaire]
Ayant perdu ceux qui lui ont apporté la gloire et l'amour, Hippolyte Charles vend le domaine de Cassan en 1828 à Jacques-Honoré Recappé, un ancien notaire et conseiller général de Seine-et-Oise. Il se retire dans sa terre natale où il a acheté un château encore plus cher, le château Messance à Génissieux dans la Drôme.
Hippolyte Charles y est mort le 8 mars 1837.

## Culture populaire
Pour son roman inachevé Les Paysans, écrit en 1844, Honoré de Balzac se serait inspiré d'Hippolyte Charles pour créer son personnage le général comte de Montcornet, qui apparaît également dans La Muse du département.